# Chetone phaeba
Chetone phaeba là một loài bướm đêm thuộc phân họ Arctiinae, họ Erebidae.